# Dollie de Luxe
Dollie de Luxe foi um duo  pop  norueguês constituído por Benedicte Adrian (vocalista) e Ingrid Bjørnov (teclado e voz), ambas nascidas em 1963 O seu álbum de estreia de 1980 foi galardoado com o Spellemannprisen,  um prémio muito importante para os músicos da Noruega. O duo participou no Festival Eurovisão da Canção 1984 com a canção  "Lenge leve livet".
Em 1985 o duo chegou ao top francês de vendas com o seu single  "Queen of the Night/Satisfaction". O musical delas Which Witch estreou no Festival Internacional de Bergen em 1987. Esse musical seria exibido no  teatro West End de Londres. Em 1995, elas fizeram tournés com o musical  Henriette og hennes siste ekte menn, e também lançaram o álbum Prinsessens utvalgte com várias faixas desse musical.

## Discografia

### Álbuns
- 1980: Første Akt   (Nor #3, Ouro)
- 1981: Dollies dagbok  (Nor #10)
- 1982: First Act
- 1982: Rampelys   (Nor #36)
- 1984: Dollie de Luxe
- 1985: Rock vs. Opera   (Nor #7, Prata)
- 1987: Which Witch   (Prata)
- 1990: Which Witch på Slottsfjellet   (Nor #12, Ouro)
- 1995: Prinsessens utvalgte
- 1999: Adrian/Bjørnov

### Compilações
- 2001: Dollies beste (O melhor da banda)